# Parco nazionale di Gashaka-Gumti
Il parco nazionale di Gashaka-Gumti è il più grande parco nazionale della Nigeria. Si trova nelle province orientali di Taraba e Adamawa al confine con il Camerun e si estende su una superficie di 6 670 km². È stato istituito nel 1991 in seguito all'unione delle due riserve faunistiche preesistenti di Gashaka e Gumti.

## Geografia
L'area settentrionale, intorno al villaggio di Gumti, è un territorio relativamente pianeggiante e si trova sull'altopiano di Mambilla, a circa 430 metri sul livello del mare. È occupata da boscaglia e da savana erbosa corrispondenti al tipo di vegetazione noto come «savana sudanese occidentale». L'area meridionale, intorno al villaggio di Gashaka, è più montuosa ed è caratterizzata da pendici scoscese che si aprono su valli impervie e profonde gole. Al suo interno si trova il monte più alto della Nigeria, il Chappal Waddi, alto 2 416 metri. La vegetazione di questa parte del parco è dominata da ampie aree di foresta pluviale intervallate da savane erbose di montagna. In questa regione montuosa vi sono molti piccoli laghi alimentati da ruscelli e da piccoli fiumi, il più grande dei quali è il Taraba. Il parco nazionale si trova nel bacino del Bénoué, il fiume più grande della Nigeria orientale e il maggiore affluente del Niger.

## Flora
Nelle boscaglie che si sviluppano nella «savana sudanese occidentale» prevalgono alberi di Daniellia oliveri, Lophira lanceolata, Afzelia africana, Isoberlinia doka e Burkea africana. Nelle aree più pianeggianti del settore settentrionale, le foreste di pianura sono dominate da alberi di limbabaum (Terminalia superba), Khaya grandifoliola e iroko (Milicia excelsa). Nelle foreste pluviali della regione montuosa meridionale prevalgono alberi di Syzygium guineense, Prunus africana e Ilex mitis. Nelle savane erbose di montagna si trovano Loudetia simplex e specie del genere Andropogon.

## Fauna
La fauna del parco nazionale è molto varia. Infatti sono state registrate qui 103 specie di mammiferi. La più grande popolazione di scimpanzé (Pan troglodytes) di tutta la Nigeria si trova all'interno del parco; per la sua salvaguardia è stato istituito il Gashaka Primate Project. Tra le altre specie presenti ricordiamo l'elefante africano (Loxodonta africana), il licaone (Lycaon pictus), l'antilope derbiana (Taurotragus derbianus), l'antilope roana (Hippotragus equinus) e la redunca montana (Redunca fulvorufula).
L'avifauna è molto ricca: è stato stimato che nel parco viva fino a un milione di uccelli. Il numero di specie registrate finora nei censimenti è di circa 366. Tra gli insetti, si stima che vi siano da 300 a 500 specie di farfalle.